# Аторада
Аторада або Атораі — це аравацька мова у Бразилії та Гаяні, що перебуває під загрозою вимирання. Анрі Рамірес (2019) вважає її діалектом вапішани:33.